# The Sims: Hot Date
The Sims: Hot Date (en català Els Sims: Cita Calorosa) és la tercera expansió que va sortir per a PC dels Sims. Aquesta expansió per primera vegada permet als Sims marxar de les seves cases i viatjar a una destinació nova anomenada "Centre".